# Delia Cancela
Delia Cancela (sinh năm 1940 tại  Buenos Aires) là một nghệ sĩ pop và nhà thiết kế thời trang người Argentina. Bà đã sống ở Argentina, New York, London và Paris và làm triển lãm quốc tế. Các cuộc triển lãm nhìn lại quá khứ sáng tác của bà và sự cộng tác của bà với Pablo Mesejean bao gồm Delia Cancela 2000-Retrospectiva (2000), Pablo & Delia, The London Years 1970-1975 (2001), và Delia Cancela: una artista en la moda (2013).

## Những năm đầu và học vấn
Delia Cancela sinh năm 1940 tại Buenos Aires, Argentina. Bà theo học tại Escuela Superior de Bellas Artes tại Buenos Aires.

## Sự nghiệp
Cancela bắt đầu triển lãm rộng rãi vào đầu những năm 1960. Những tác phẩm của bà, thứ kết hợp những hình ảnh như Elvis Presley, đã biến bà trở thành một phần của  sân khấu pop art của Buenos Aires.
Bà là một trong 6 artistas en Lirolay. Sexteto ('Sáu nghệ sỹ tại Lirolay: Sextet') đại diện cho những gì là tuyệt vời nhất của "nghệ thuật mới" của Buenos Aires vào tháng 1 năm 1964.
Cancela trưng bày tại Bảo tàng nghệ thuật quốc gia Museo Nacional de Bellas Artes và đoạt giải Premio de Honor Ver y Estimar năm 1963 và 1964. Tạp chí đánh giá nghệ thuật Ver y Estimar ('Nhìn và Cân nhắc') được thành lập bởi Jorge Romero Brest và xuất bản từ năm 1948 đến năm 1955. Một hiệp hội được thành lập vào năm 1954 và được trao giải Premio de Honor Ver y Estimar từ năm 1960 đến năm 1968.  Một trong những tác phẩm nổi tiếng của Cancela từ khoảng thời gian này là  Broken Heart (1964).

## Giải thưởng và đề cử
- 1963, 1964, Ver y Estimar Prize
- 1966, the Acquisition Prize of the XXV Salón de Arte de Mar del Plata[5]
- 1966, Di Tella Prize
- 1966, Premio Braque, with Pablo Mesejean[6][7]
- 2001, Premio Directorio a la Trayectoria del Fondo Nacional de las Artes